# 楊弘備
楊弘備（？—？），字無我，号蘧初，江西南昌县人。明朝政治人物。

## 生平
萬曆二十五年（1597年）丁酉科举人，四十四年（1616年）中進士，官礼部祠祭司主事，升员外郎、儀制司郎中，天启二年（1622年）六月升湖廣按察司副使、苏松常镇兵备。五年二月升山西右参政，分守河东道。六年升本省按察使。崇禎元年考察，三月調為四川按察使。三年改任陕西，四年升本省潼關道右布政使。五年正月辛酉，陝西廵按吳甡疏薦，升浙江左布政使，七年致仕。

## 家族
曾祖楊用才。祖楊汝東，敕封徵仕郎。父楊一鲤，河州府经历。